# فرو آلویز
فرو آلویز (انگلیسی: Ferro Alloys) شرکت فلزات هندی است، که در سال ۱۹۵۵ تأسیس شد.